# هرمان یائو
هرمان یائو (انگلیسی: Herman Yau؛ زادهٔ ۱۹۶۱ میلادی) یک کارگردان فیلم، فیلم‌نامه‌نویس اهل هنگ کنگ است.
از فیلم‌ها یا مجموعه‌های تلویزیونی که وی در آن‌ها نقش داشته است می‌توان به افسانه متولد می‌شود: ایپ من و عشق در واقع… چیز مزخرفی است! اشاره نمود.